# Metate Viejo
Metate Viejo, officiellt Metate Viejo Tlalmimilolpan, är ett samhälle i kommunen Lerma i delstaten Mexiko i Mexiko. Orten hade 2 089 invånare vid folkräkningen år 2020.